# Jabal Sharīyah
Jabal Sharīyah är ett berg i Förenade Arabemiraten.   Det ligger i emiratet Fujairah, i den nordöstra delen av landet, 200 kilometer nordost om huvudstaden Abu Dhabi. Toppen på Jabal Sharīyah är 540 meter över havet.
Terrängen runt Jabal Sharīyah är huvudsakligen kuperad, men den allra närmaste omgivningen är platt. Närmaste större samhälle är Khawr Fakkān, 19,8 kilometer öster om Jabal Sharīyah.
Trakten runt Jabal Sharīyah är ofruktbar med lite eller ingen växtlighet.  Trakten runt Jabal Sharīyah är ganska tätbefolkad, med 54 invånare per kvadratkilometer.